# 만두와 치기
만두와 치기는 2013년 데뷔한, 대한민국의 남성 듀오 그룹이다.

## 멤버

### 만두
- 본명 명상우
- 1983년 출생
- 가수 겸 안무가
- 2011년 데뷔
- WE 멤버
- 경희사이버대학교 문화예술경영 학사

### 박치기(캐스)
- 본명 김우람
- 1992년 1월 28일 부산 출생
- 가수 겸 탤런트
- 2012년 데뷔
- 前 원더보이즈 멤버

## 음반
- 쌍방과실 (2013)